# Halil Gür
Halil Gür (Karakise, 14 februari 1951) is een Turks-Nederlandse schrijver en dichter. Hij is de grondlegger van de migrantenliteratuur in Nederland. Zijn debuutbundel Gekke Mustafa en andere verhalen (1984) wordt beschouwd als een klassieker.

## Biografie
Halil Gür werd geboren in Karakise, een dorp in de provincie Antakya, Turkije. Hij groeide op in Gaziantep als een van de negen kinderen van een plattelandsdokter. Na de middelbare school verhuisde hij naar Istanbul om architectuur te studeren, maar door geldgebrek moest hij zijn studie afbreken. Hij werkte vervolgens als gids voor toeristen, waardoor hij in aanraking kwam met de westerse wereld. In 1974 vertrok hij naar Nederland. Aanvankelijk was de bedoeling een tijdelijk verblijf, maar Gür besloot te blijven en belandde na het verlopen van zijn visum in het illegale arbeidsmilieu. Vier jaar later kreeg hij een verblijfsvergunning en vestigde hij zich in Amsterdam.
Naast allerlei baantjes begon Gür in zijn vrije tijd met schrijven. Zijn eerste verhaal verscheen in 1982 in de Volkskrant, waarna Geert Mak zijn teksten publiceerde in De Groene Amsterdammer. In 1984 debuteerde Gür met de verhalenbundel Gekke Mustafa en andere verhalen, waarin de thema's migratie, culturele identiteit en het leven tussen twee werelden centraal staan. In 1986 ontving hij de E. du Perronprijs voor zijn debuutbundel en niet veel later de Jenny Smelik-Kiggenprijs voor zijn eerste jeugdboek, Mijn dappere moeder (1986). Binnen korte tijd ontwikkelde hij zich tot fulltime schrijver, dichter, verteller en performer. Hij was daarmee de voorloper van een grote groep Nederlandse schrijvers uit niet-westerse culturen, zoals Kader Abdolah, Abdelkader Benali en Murat Işık.
Uitgeverij De Geus publiceerde in 2024 een herdruk van Gekke Mustafa en andere verhalen ter ere van Gürs veertigjarig schrijversjubileum. Begin 2025 werd dit jubileum gevierd met een symposium in de Universiteitsbibliotheek Leiden, georganiseerd door studievereniging Nieuw Nederlands Peil. Hierbij werd hij onder meer toegesproken door Geert Mak, Kader Abdolah en Erik Jan Harmens. Datzelfde jaar verscheen een nieuw werk van zijn hand, Een dokter in de bergen - verhalen over mijn vader. In dit boek staat zijn vader, die dorpsdokter was, centraal.

## Thematiek en stijl
Gürs vroege verhalen geven een genuanceerd beeld van migranten, die niet alleen slachtoffer zijn van uitsluiting door de Nederlandse samenleving, maar ook worstelen met traditionele verwachtingen uit hun herkomstlanden. Zo beschrijft hij hoe migranten gereduceerd worden tot anonieme arbeidskrachten, maar ook hoe culturele spanning tussen het moederland en het nieuwe thuisland kunnen leiden tot tragische gevolgen. In zijn latere werk, zoals De babykamer (2012), maakt realisme plaats voor magisch realisme, waarbij thema's als spirituele zoektocht en karma een centrale rol spelen.
Volgens hemzelf ligt de bron van Gürs schrijverschap in zijn kinderjaren: '"Als ik mijn leven wil begrijpen, moet ik teruggaan naar mijn verleden", leert een Turkse volkswijsheid. Want iemand die zijn verleden goed kent, kan zijn huidige leven beter begrijpen', aldus Gür. Zijn jeugdjaren waren ook van invloed op zijn poëtisch werk. Gür groeide op in een omgeving waarin de orale traditie van de Turkse poëzie een belangrijke rol speelde. Al op jonge leeftijd raakte hij gefascineerd door de volksdichters (asiks) die met hun klaagliederen en poëzie het volk wisten te raken. Zijn poëtische stijl kenmerkt zich door emotionele eenvoud en directe taal. Hij beschrijft poëzie als 'de tong van het hart' en ziet schrijven als een vorm van zelftherapie. In zijn gedichten komen universele thema's aan bod, zoals angst, dood, liefde, geloof en vriendschap. Zijn poëzie is in dit opzicht vergeleken met het werk van Walt Whitman en Hans Lodeizen.

## Prijzen
- E. du Perronprijs voor Gekke Mustafa en andere verhalen (1984)
- Jenny Smelik-IBBY-prijs voor Mijn dappere moeder (1986)
- Halewijnprijs voor Een kind vliegt door de nacht (1990)
- TÜRYAK Voorbeeldburgerprijs 2018 voor het 'overbruggen van verschillen tussen jong en oud en vergroten van de solidariteit tussen generaties' met zijn verhalen en poëzie

### Proza
- Gekke Mustafa en andere verhalen (1984); E. du Perronprijs
- Mijn dappere moeder (1986, herdruk met voorwoord van Thea Beckman); Jenny Smelik-IBBY-prijs
- De hemel bleek grauw (1988)
- Een kind vliegt door de nacht (1990); Halewijnprijs
- Mijn grote oma (1993)
- Een steen aan een draadje (1997)
- Ik danste met engelen (2001)
- De mooiste heimweeverhalen uit het Oosten (2009); verzamelbundel
- De Babykamer - vijf magische reizen door het landschap van de ziel (2012)
- Gekke Mustafa en andere verhalen (herdruk 2024); jubileumeditie
- Een dokter in de bergen - verhalen over mijn vader (2025)

### Poëzie
- Wakker het vuur niet aan (1994)
- Gevecht met spiegels (1998)
- Stamppot voor iedereen (2007)
- Derwisj ben ik, dansende Derwisj (2018)

### Bloemlezingen
- Het verlangen naar huis. De mooiste heimweeverhalen uit de wereldliteratuur (1995)
- "FeestVerHalen", samengesteld door Jos van Hest/Saskia van der Valk Gottmer (1996)
- De Nederlandse kinderliteratuur in 100 en enige verhalen" (2009); twee verhalen

### Andere uitgaven
- Moederdag
- Schoolboek groep 8 "Ik weet wat ik lees", Jacob Dijkstra
- Een handvol geld
- Met gekleurde billen zou het leven gelukkiger zijn, 250 onvergetelijke gedichten  (Avrobode)
- Met het oog op morgen, samengesteld door John Jansen van Galen
- Requiem voor de eerste generatie, samengesteld door Fouad Laroui
- Dit ben ik. Nurdan helpt de duiven. Gür, Mehmet, Jos van Hest, Anne Frank Stichting/NLBC, 1994
- Dit zijn wij. Interculturele leergang voor de bovenbouw van het basisonderwijs, Anne Frank Stichting/ABC/SKVA, 1990
- 'Kaya Can in Wonderland' in De Buiksloter breedbekkikker, en andere fantastische verhalen uit Amsterdam-Noord (2014)

## Fotogalerij

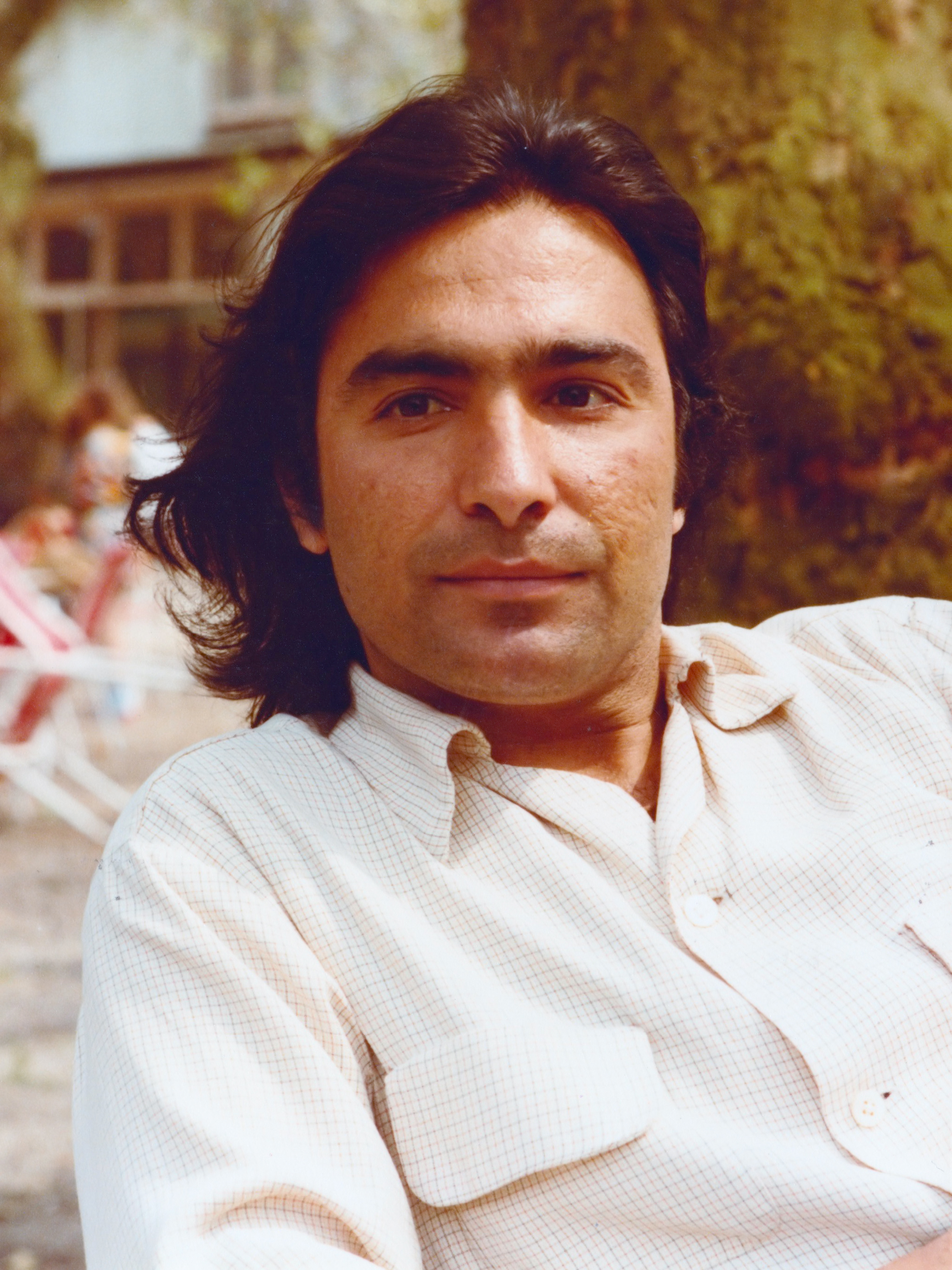
Een jonge Gür in de Verenigde Staten
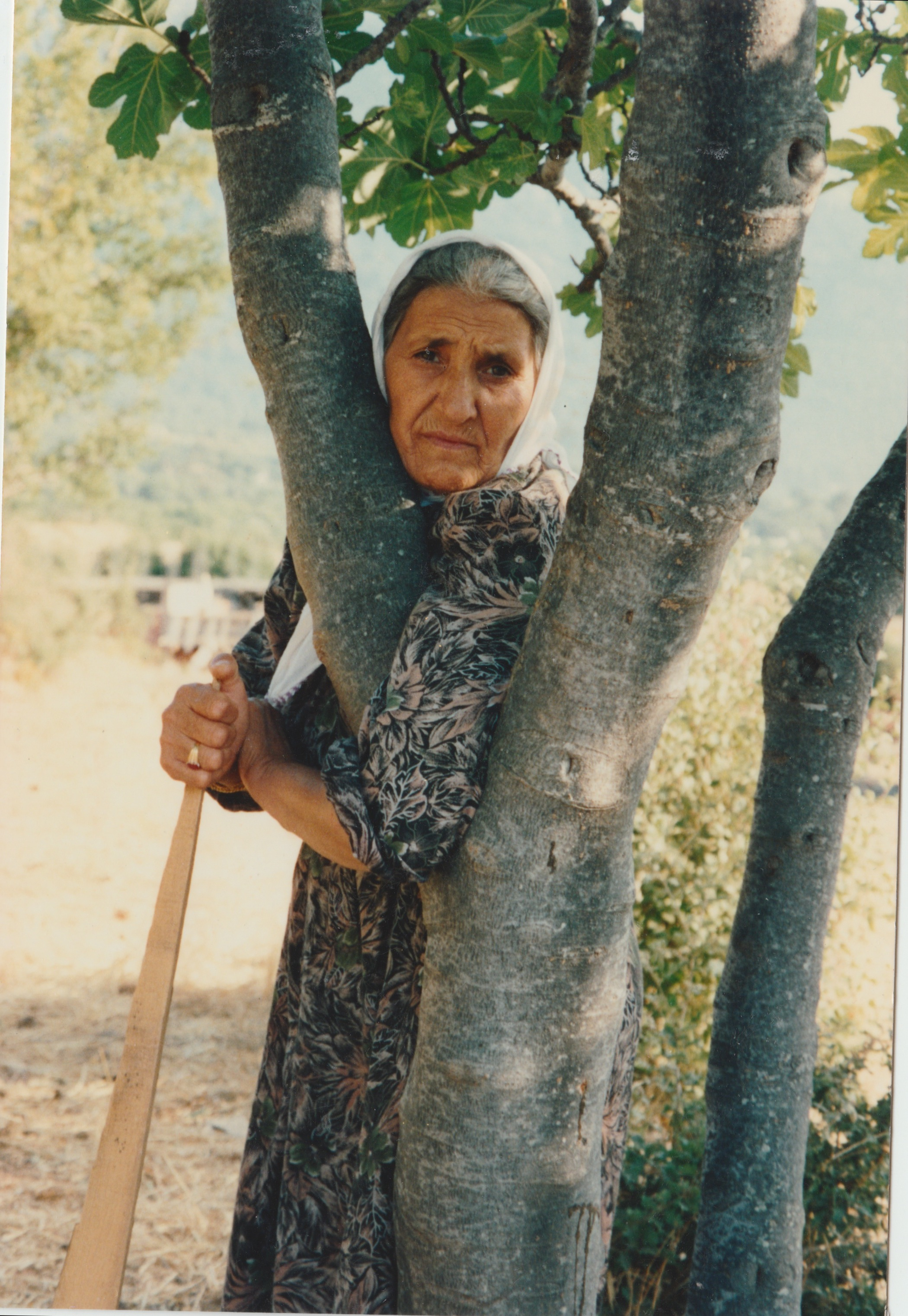
Gürs moeder, model voor het titelpersonage in Mijn dappere moeder (1986)
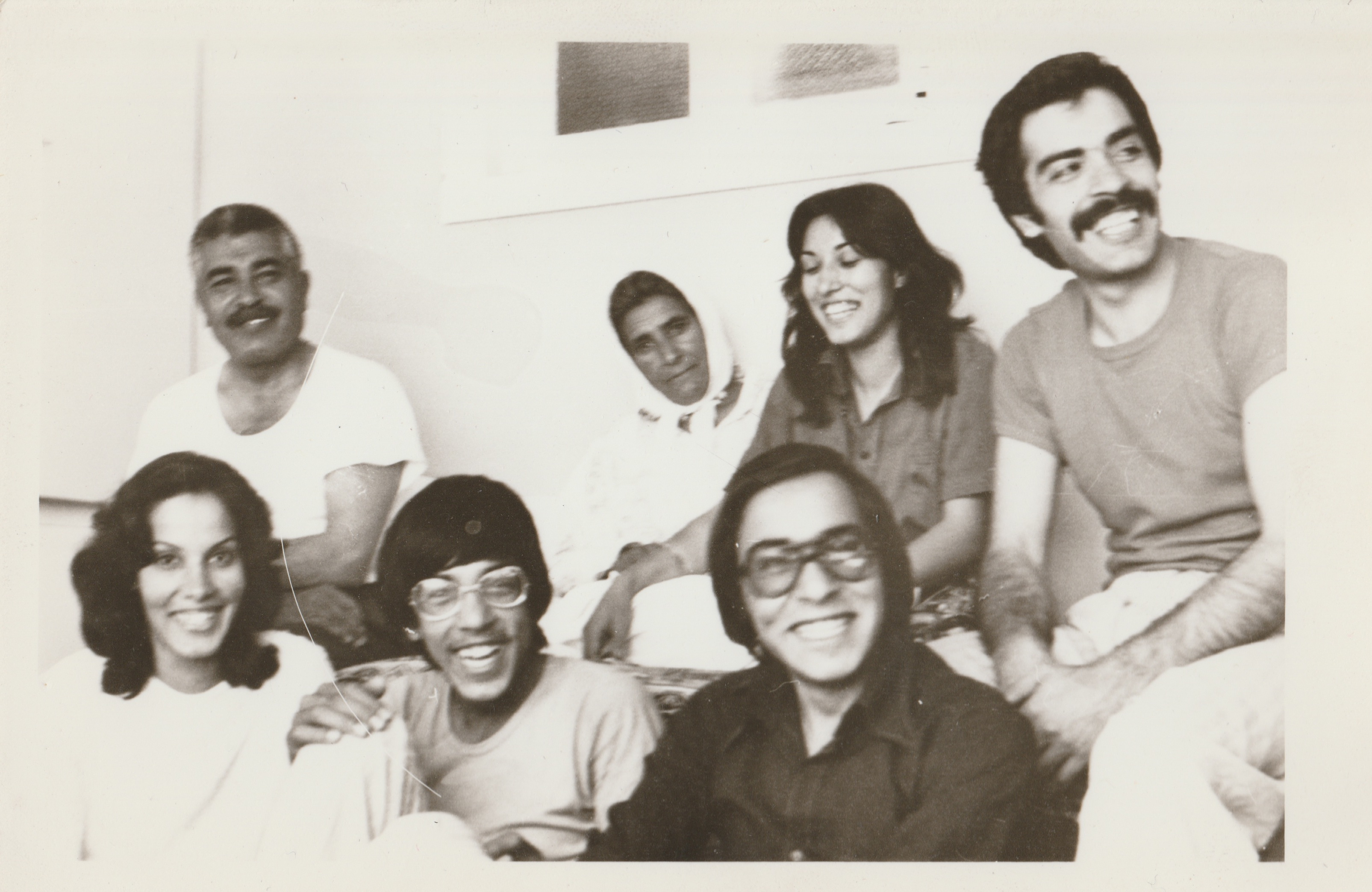
Familie Gür in Turkije
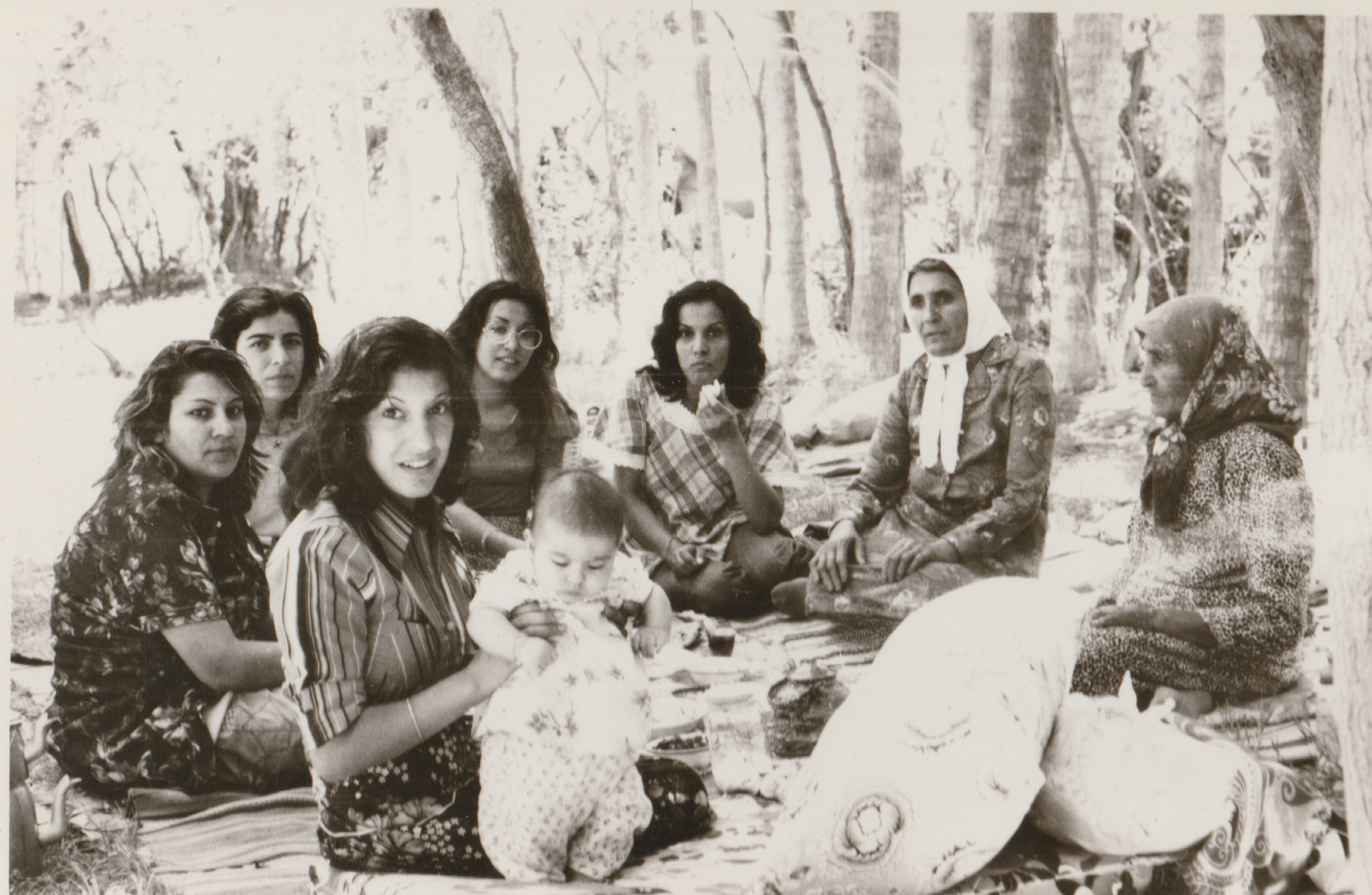
Familie Gür in Turkije
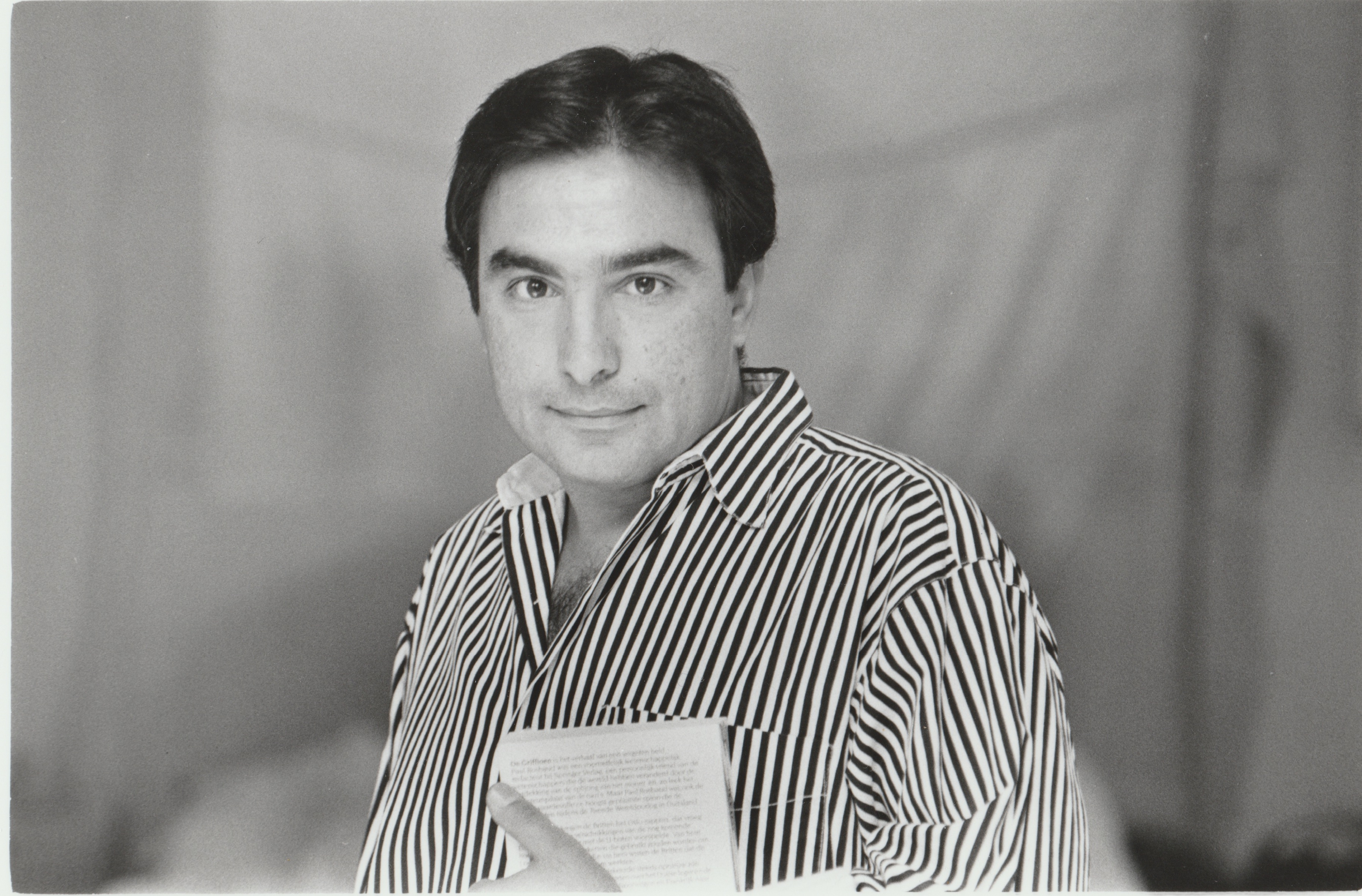
Persfoto voor het boek De hemel bleek grauw (1988)
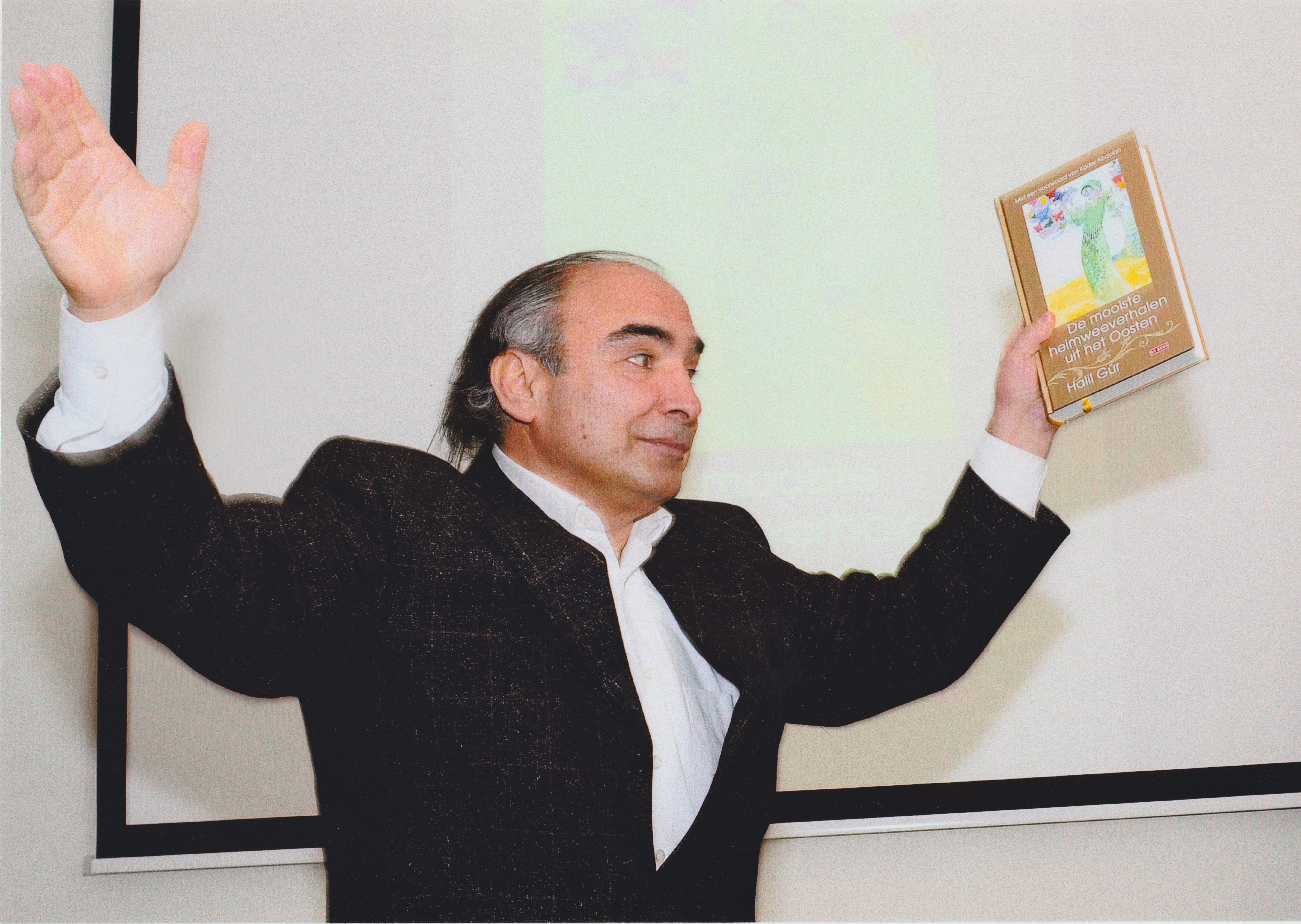
Presentatie De mooiste heimweeverhalen uit het Oosten (2009)

- Digitale Bibliotheek voor de Nederlandse Letteren: gur_001
- Gemeinsame Normdatei: 173942385
- International Standard Name Identifier: 0000 0000 6294 5131
- Library of Congress Control Number: no2009098471
- Nederlandse Thesaurus van Auteursnamen: 073551740
- Virtual International Authority File: 90583014
- WorldCat: E39PBJc7TGVkWf8kdY7vRfFMyd